# Potes
Potes – gmina w Hiszpanii, w prowincji Kantabria, w Kantabrii, o powierzchni 7,61 km². W 2023 roku gmina liczyła 1336 mieszkańców.